# مانو موسکورا
مانو موسکورا (انگلیسی: Manu Mosquera؛ زادهٔ ۲۶ ژانویهٔ ۱۹۹۹) بازیکن فوتبال اهل اسپانیا است.
از باشگاه‌هایی که در آن بازی کرده‌است می‌توان به باشگاه فوتبال اکسترمادورا اشاره کرد.